# 猥瑣岡田
猥瑣岡田（日语：／ Ijirī Okada */?；或半音譯為伊吉里岡田），日本男性搞笑藝人、主持人，本名岡田昇（／ Okada Noboru），所屬經紀公司為Horipro。出身於埼玉縣埼玉市浦和區，生於東京都，畢業於浦和實業學園高中。

## 生平略歷
高中時期便對搞笑有興趣，因景仰萩本欽一而參加第六回《超級變變變》比賽。就讀東放學園專門學校時曾因打工而參與節目製作，擔任攝影助理一職，後來難以忍受辛苦而辭職；亦曾參加小堺一機、關根勤等藝人現場演出的打工。後來1987年1月在富士電視台主辦的《發表！日本模仿大獎（発表!日本ものまね大賞）》中獲得「敢鬥獎」，被Horipro相中，同年4月與高中朋友奧山組成「Kid Cut」。該團體發展順利，1989年7月曾在富士電視台《ParadiseGoGo!!》節目中連續五週奪下冠軍寶座。不過岡田的搭擋老是睡過頭遲到成性，結果遭到經紀公司強迫解散該團體，1990年起岡田改成單飛。
未單飛前岡田常接下Horipro主辦的偶像活動暖場及主持人工作，因此收到學習研究社（今學研控股）《Momoco》雜誌的邀請，開始連載偶像出道訪問單元。為了取筆名，岡田想到自己擅長調侃嘲弄受訪的偶像，遂以「猥瑣岡田」為名，連載單元也取名為〈猥瑣岡田的偶像嘲弄〉（イジリー岡田のアイドルいじり）。這個單元受到許多好評，經紀公司遂以此為岡田之藝名。
改名後數週，岡田拚命尋求在黃金時段節目中亮相的機會，成為東京電視台深夜成人節目《東京情色派》（ギルガメッシュないと）的固定班底。與AV女優憂木瞳共演的〈情色廚房〉（夜食バンザイ）、啟發其招牌動作「高速吐舌」的〈東京情色派治療院〉（ギルガメ治療院）等單元皆獲得好評。這個深夜成人節目的平均收視率超過5%，最高收視率達到9.4%，甚至贏過深夜播出的冬季奧林匹克運動會開幕式。不過該節目鹹濕的內容游走尺度邊緣，使得許多人誤解岡田是AV男優。關於其得意技「高速吐舌」，岡田曾在《加油！小江Pin》節目中與江頭2:50對決。雙方議定10秒內以舌頭按壓發射器按鈕，結果江頭壓了37次，而岡田的記錄是71次。
岡田在朝日電視台《毒舌糾察隊》中進入女性來賓的休息室，突襲檢查其私人物品，甚至偷吃便當菜色，這種搞笑橋段引發贊否兩極的評價。此類搞笑手法後來也沿用在《AKBINGO!》、《NOGIBINGO!》等節目中，岡田以「高速吐舌」玩弄私人物品後一口吞入嘴裡，造成節目搞笑效果。此外，身為摔角迷的岡田模仿職業摔角選手三澤光晴也廣為人熟知。像是2005年7月18日舉辦的Pro-Wrestling Noah東京巨蛋大會，岡田便自費購票入場觀賞。翌年3月21日全日本摔角舉行的摔角迷感謝日活動裡，岡田曾扮作三澤光晴上台與摔角手小島聰組成雙人隊伍。2009年6月13日三澤光晴的頭部在比賽中受到對手齋藤彰俊攻擊而不幸死亡，岡田出席同年7月4日舉行的追悼式，表達哀悼之意。
2008年3月岡田在新潟縣滑雪場參與日本電視台《模仿Battle47!一模一樣軍團大集合全新段子春祭》的外景演出，其中模仿竹内結子在日劇《沒有玫瑰的花店》結局場面時不慎摔倒，導致右肋骨與右腳尖骨折。前後花費約三個月的時間治療復元，在此期間只能拄著拐杖行動。
與AKB48家族的關係從《AKB1時59分！》、《AKB0時59分！》、《AKBINGO!》、《周刊AKB》等節目擔任客串來賓，後來逐漸在《AKB48神TV》及該家族的全國握手會裡擔任主持的工作。AKB48的官方對手團體乃木坂46成立後，岡田也接下《NOGIBINGO!》的主持棒。

### 模仿對象
猥瑣岡田曾模仿的對象包含下列：
- 歌手：北島三郎、佐藤宗幸（日语：さとう宗幸）、長淵剛、松山千春、小柳留美子、泉谷茂（日语：泉谷しげる）、八代亞紀、森山直太朗、堀江淳（日语：堀江淳）
- 聲音：廣川太一郎（日语：広川太一郎）、岸田今日子、森本雷歐、常田富士男（日语：常田富士男）、古谷一行（日语：古谷一行）、楠田枝里子（日语：楠田枝里子）、柳澤慎吾、下條阿童木、三澤光晴、王貞治、江川卓、岡田武史、菲利普·特魯西埃、小出義雄（日语：小出義雄）
- 表情：名古屋章（日语：名古屋章）、石立鐵男（日语：石立鉄男）、坂上二郎（日语：坂上二郎）、草野仁（日语：草野仁）、渡邊篤史（日语：渡辺篤史）、綾小路君麻呂（日语：綾小路きみまろ）

## 演出作品

### 電視節目

#### 播出中節目
- AKB1時59分！、AKB0時59分！、AKBINGO!（日本電視台） - 不定期演出
- ものまねグランプリ（日本電視台）
- ダウンタウンのガキの使いやあらへんで!!（日本電視台） - 不定期演出
- 毒舌糾察隊（朝日電視台）
- パチ×スロおもしろTV（SUN電視台）
- 秋葉系アイドルチャンネル（日本BS放送，2011年2月27日迄今）
- AKB48神TV（Family劇場） - 不定期演出
- 派遣女公關彩華第九集客串（AbemaTV，2017年）

#### 已播畢節目
- 東京情色派（東京電視台，1991年10月5日-1998年3月28日）
- エンタの神様（日本電視台，2003年4月19日-2010年3月20日）
- リンカーン（TBS電視台，2005年10月18日-2013年9月10日）
- ガールズファイル（SUN電視台）
- 世直しバラエティー カンゴロンゴ（NHK綜合頻道）
- 叱って!ブロンド先生（TBS電視台）
- GO!GO!アッキーナ（東京電視台）
- スッキリ!!（日本電視台）
- ジャイケルマクソン（MBS電視台）
- ものまねバトル（日本電視台）
- 電視冠軍（東京電視台）
- モザイク（名古屋電視台）
- あんたにグラッツェ!高田・大竹・渡辺のオヤジ三人旅本気で美人看板娘を探せ!! in 草津（中京電視台，2009年2月1日）
- 桃色学園都市宣言!!「河田町工業高校電気科」（富士電視台）
- SDNイジリー（埼玉電視台，2011年4月9日 - 9月24日）
- 乃木坂在哪裡？（東京電視台，2012年1月30日-2014年4月28日）
- ジョージ・ポットマンの平成史 第24回（東京電視台，2012年3月24日）
- 周刊AKB（東京電視台，2010年6月-2012年11月） - 不定期演出
- 東京情色派續集（BS JAPAN，2012年1月13日-12月21日）
- 乃木坂46×HKT48 冠名節目對決！（日本電視台，2013年7月2日-9月17日）
- NOGIBINGO!（第1－9季）（日本電視台，2013年7月2日-2016年12月27日）

### 電影
- ファッションヘルス物語2 スパッシュ戦争（1992年）
- Tバック・ハイスクール セクハラ教師をブッ飛ばせ!（1992年）
- 歌麿おんな秘図（1995年）
- 告白手記 私が濡れたあのセックス!（1997年）
- テツワン探偵ロボタック&カブタック 不思議の国の大冒険（1998年）：飾演山茶花
- ヅラ刑事（2006年）：飾演デカチン刑事
- 日本以外全部沉沒（2006年）：飾演剛結婚的新人議員
- まいっちんぐマチコ先生 東大お受験大作戦!!（2006年）：飾演山形老師
- 希望ヶ丘夫婦戦争（2009年）
- 亞馬尻一家THE MOVIE（2009年）：飾演亞馬尻五衛門
- 宇宙刑事ギャバンTHE MOVIE（2012年）：飾演岩本室長
- 我們都是超能力者（2015年）：飾演鴨川嘉郎之父

### 廣播
- ゴッドアフタヌーン アッコのいいかげんに1000回（日本放送，1990年4月7日迄今）

### 電視劇
- 鐵腕偵探露寶達（朝日電視台，1998年）：飾演山茶花
- 和田アキ子殺人事件（TBS電視台，2007年2月）：飾演導演
- 新宿スワン第3集（朝日電視台，2007年8月）
- 地デジカ家族（富士電視台，2009年）：飾演大柳秀平
- 孃王3 〜Special Edition〜第4集（東京電視台，2010年）
- 我們都是超能力者（東京電視台，2013年）：飾演鴨川嘉郎之父
- 牙狼〈GARO〉-魔戒之花-第11集（東京電視台，2014年）：飾演尾崎
- 請和這個沒用的我談戀愛第1集（TBS電視台，2016年）

### 動畫配音
- 烏龍派出所（富士電視台，1996年）
  - 第332集「ボーナス争奪戦8」（2003年）：飾演釋金無
  - 第361集「両津家三代、黄金郷への珍道中!」（2004年）：飾演安潔莉納之父
- 天體戰士桑雷德（第2期）（神奈川電視台等，2009年）：飾眼蝦仁

### 網路直播節目
- ちょい甘! ハチミツ学園!（ShowTime）：與SDN48大堀惠搭擋主持
- ニコミュでニコ電（niconico直播）
- イジリー岡田・ホリのナタデウォッシュナイト（niconico直播）
- イジリー岡田・ホリの○○ッシュないと（niconico直播）
- イジリー&柏木&天海の「他人まかせでは儲かりまへん」（niconico直播，2011年10月6日迄今）

### 音樂錄影帶
- Bed In《C調び～なす!》（2015年11月25日）

## 內部連結
- Horipro

## 外部連結
- （日語）Horipro官方網頁 （页面存档备份，存于）
- （日語）官方部落格 （页面存档备份，存于）